# Plon
Plon és una editorial francesa fundada el 1852 per Henri Plon. A 2024, i després de molts canvis de mans, forma part del grup Editis, que compta amb 55 editorials diferents, com ara Robert Laffont, Bordas, Nathan, Perrin, Pocket, Belfond, Julliard i La Découverte.

## Història

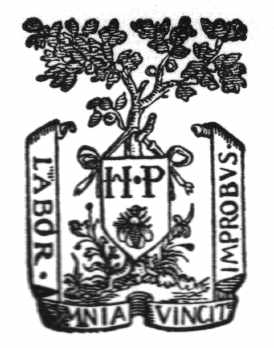
Marca històrica de l'editorial.

Segons la llegenda familiar, el fundador de la família seria Jehan Plon, que va venir de Plön (Alemanya) al segle XVI. Després de viure a Nivelles, s'instal·là a Mons (Bèlgica) i s'hi va casar amb la filla d'un tipògraf. Entre els segles XVI i XVIII els seus hereus van continuar essent tipògrafs i impressors, i es van traslladar de Mons a París.
Henri Plon (1806 - 1872) va començar com a aprenent amb l'impressor Firmin Didot i va continuar després amb Théophile Belin, el fill de François Belin, un impressor establert a Sézanne (Marne). El 1833, Maximilien Béthune, impressor al carrer de Vaugirard, T. Belin i Henri Plon van formar l'empresa Béthune, Belin et Plon que va passar a anomenar-se Béthune et Plon el 1835 i es va convertir en la impremta de referència a París, visitada per Victor Hugo, Honoré de Balzac, Alphonse de Lamartine, Alexandre Dumas així com la impremta oficial de l'Emperador.
A la dècada de 1840 va tenir molt d'èxit. Henri Plon va incorporar-hi els seus tres germans, Charles, Hippolyte i Louis-Charles, va comprar la finca Béthune i va formar la companyia Typographie des Abeilles, Plon Frères et Cie. El 1850, van ser dels primers a França a utilitzar la màquina de vapor per a la impressió, una innovació que venia d'Anglaterra. A principis de la dècada de 1850, Plon era principalment una casa d'impressió, que no amagava el seu suport al nou règim.

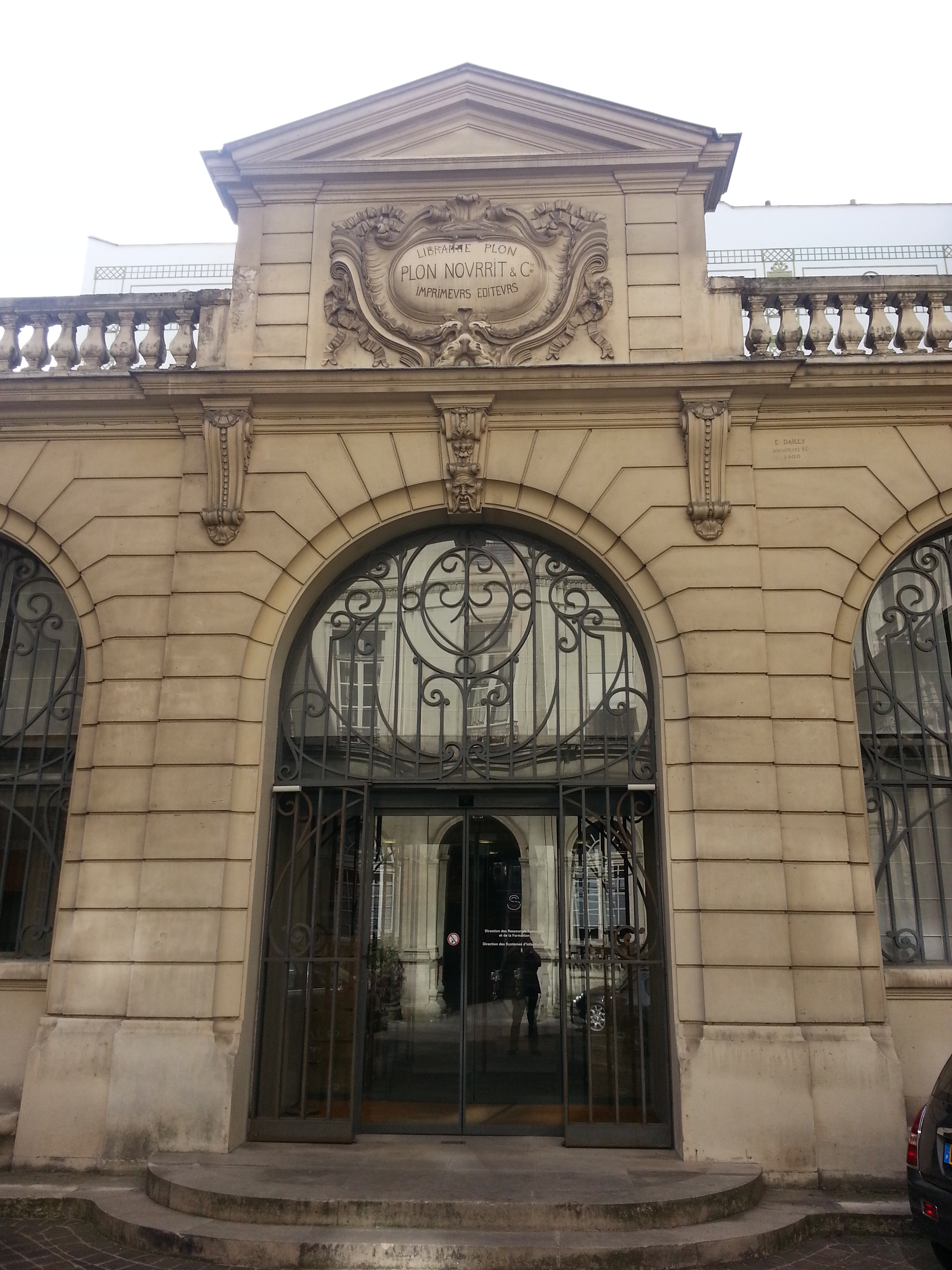
Antiga seu parisenca de l'impremta i de l'editorial, al número 8 del carrer Garancière.

Henri Plon i els seus germans van obrir l'any 1852 un local situat al número 8 del carrer Garancière, que allotjava tant un taller de producció com una editorial. Els germans Plon van rebre en aquest moment el títol de “Llibreter-impressor de l'Emperador» i van publicar la correspondència de Lluís XIII, Maria Antonieta i Napoleó, formant un catàleg sòlid que va assegurar l'èxit de l'empresa. Henri va ser també president de la Cambra d'impressors i vicepresident del Cercle de llibreries. El seu fill Eugène Plon (1836-1895) es va unir el 1873 amb el seu cunyat Louis-Robert Nourrit i Émile Perrin sota el nom de Plon, Nourrit et Cie. Eugène va ser president del Cercle de Llibreries a les dècades de 1870 i 80.
Després de la sortida de Perrin l'any 1883, la mort de Robert Nourrit l'any 1894 i la d'Eugène l'any 1895, les feines d'impressió van ser abandonades en favor de les activitats editorials per la nova direcció, confiada a Pierre Mainguet i al seu cunyat, Henri -Joseph Bourdel, els néts d'Henri Plon.
Entre 1900 i 1930, Plon, Nourrit et Cie. es van obrir a la literatura i l'assaig, competint amb Calmann-Lévy o Flammarion, i la casa va passar a anomenar-se Librairie Plon pels néts de Plon & Nourrit. Al catàleg, s'hi troben alguns dels autors més venuts, com Paul Bourget, Abel Hermant o Julien Green. La col·lecció Feux croisés (Foc creuat), dirigida per Gabriel Marcel, acull autors estrangers com Graham Greene. El 1932, Aventures, una col·lecció de butxaca amb una sobrecoberta il·lustrada venuda per sis francs amb autors com Maurice Renard, Jack London o Pierre Mac Orlan, va tenir un èxit desigual, però el seu format i presentació es convertirien en un estàndard vint anys més tard.
Maurice Bourdel (5 juny 1889 - 2 setembre 1968) va succeir al seu pare i va publicar Henri Massis o Robert Brasillach.
A partir de l'Alliberament, la línia va ser diferent ja que Plon va acollir les memòries de Winston Churchill abans de convertir-se més tard en l'editor oficial del General de Gaulle, a través de Charles Orengo, un inspirat director editorial. El 1953, Jean Malaurie va crear la col·lecció Terre humaine on es publicar, entre d'altres, l'obra de Claude Lévi-Strauss.
A partir d'aquell moment la vida de l'editorial va seguir un curs determinat per diferents fusions i canvis empresarials. El 1958, Maurice Bourdel, l'últim descendent de la família Plon-Nourrit, va obrir les accions de la companyia al director general de Tallandier, proper al CEO d'Hachette. Hachette es va assegurar el control del fons Plon per a la seva exitosa col·lecció Le Livre de poche (El llibre de butxaca). Maurice Bourdel, últim membre de la família, va deixar la presidència de Plon l'any 1962 i va posar fi a cent trenta anys d'història familiar, oferint a Thierry de Clermont-Tonnerre, procedent de la Unió Financera de París, la possibilitat d'emprendre economies d'escala, en detriment de Hachette.Clermont-Tonnerre va facilitar l'associació de Julliard al capital de l'empresa i llançar la col·lecció de butxaca <i>18/10</i> mitjançant una nova estructura jurídica, la Union générale d'édition (UGE), que inclou Plon.
El 1966, Sven Nielsen, fundador de Presses de la Cité, va adquirir una part important d'UGE i va formar el nucli del que es convertiria en el Groupe de la Cité entre 1972 i 1996. Aquest grup, després de moltes negociacions financeres, va ser comprat per la Compagnie générale d'électricité(CGE) l'any 1988 que va situar Olivier Orban al capdavant de Plon, pertanyent al grup CEP Communication, que va canviar de nom el 1997 per convertir-se en Havas Publications Édition (HPE).
L'any 2001, HPE va ser absorbida per Vivendi Universal. L'any 2002, el grup Vivendi, encapçalat per Jean-Marie Messier, es va trobar amb greus problemes financers i el 2004 va haver de vendre diverses editorials, entre elles Plon, a Wendel Investissement, que les va reunir en una nova estructura, Editis. L'any 2008, el grup Editis va ser venut a Grupo Planeta A finals del 2018, catorze anys després de separar-se'n, Vivendi va tornar a ser propietari d'Editis per 900 millions d'euros.
A finals del 2021 Plon va renunciar a publicar un llibre que investigava el polemista i polític considerat ultradretà Éric Zemmour per por a la reacció de Vincent Bolloré, propietari de l'editorial i partidari de Zemmour.

## Premis literaris

### Premi Goncourt
- 1906 : Jérôme i Jean Tharaud, Dingley, l’illustre écrivain
- 1907 : Emile Moselly, Terres lorraines
- 1920 : Ernest Pérochon, Nêne
- 1938 : Henri Troyat, L’araigne

### Premi Goncourt per a estudiants de secundària
- 2006 : Léonora Miano, Contours du jour qui vient

### Premi Femina
- 1926 : Charles Silvestre, Prodige du cœur
- 1929 : Georges Bernanos, La joie
- 1930 : Marc Chadourne, Cécile de la folie

### Premi Femina d'assaig
- 2013 : Jean-Paul i Raphaël Enthoven, Dictionnaire amoureux de Marcel Proust

### Premi Interallié
- 1932 : Simone Ratel, La maison des Bories
- 1937 : Romain Roussel, La vallée sans printemps
- 2007 : Christophe Ono-dit-Biot, Birmane

### Premi a la primera novel·la francesa
- 2019 : Géraldine Dalban-Moreynas, On ne meurt pas d’amour

### Premi Renaudot d'assaig
- 2006 : Pierre Boncenne, Pour Jean-François Revel

### Gran premi de novel·la de l'Acadèmia Francesa
- 2018 : Camille Pascal, L'estiu dels quatre reis